# Milieu Bordet Gengou
Le milieu Bordet Gengou est un milieu de culture solide enrichi, non sélectif et non différentiel, employé en microbiologie pour isoler les bactéries du genre Bordetella, et en particulier l'agent infectieux Bordetella pertussis responsable de la coqueluche. Décrit en 1906 par J. Bordet et O. Gengou, il est modifié en 1934 par P. Kendrick et G. Eldering qui remplacent les 50% de sang (humain ou de lapin) par une quantité plus faible de sang de mouton et ajustent la quantité de chlorure de sodium.

## Principe
La base nutritive, très riche, se compose de glycérol, d'extrait de pommes de terre (à l'origine, un quart du volume du milieu se composait d'un bouillon concentré préparé par autoclavage de 100 g de pommes de terre dans 200 mL d'eau glycérinée) et de sang défibriné. Les formulations commerciales actuelles comportent en plus de la peptone peptique de viande et de la peptone pancréatique de caséine à parts égales.
Le chlorure de sodium maintient dans le milieu une pression osmotique suffisante pour éviter la lyse des hématies. Ainsi protégées, les hématies intactes permettent de lire le caractère hémolytique de B. pertusssis. L'agar est l'agent gélifiant.

## Composition
Pour 1000 mL de milieu :
- glycérol : 10 g
- peptone peptique de viande : 5 g
- peptone pancréatique de caséine : 5 g
- extrait solide de pommes de terre : 4,5 g (correspondant à l'extrait liquide préparé à partir de 125 g de pommes de terre fraîches)
- agar : 20 g
- sang animal (lapin ou cheval) stérile défibriné : 200 mL

Ajuster le pH à 6,7 ± 0,2 à 25°C (après autoclavage)

## Préparation
Les ingrédients thermostables (tous à l'exception du sang) sont dissous dans 980 mL d'eau distillée et le mélange est stérilisé à l'autoclave (15 min à 121°C). Le sang préchauffé à 35°C est ensuite incorporé au mélange autoclavé refroidi à 50°C, puis cette mixture homogénéisée est répartie dans des contenants stériles.